# Brignoliella massai
Brignoliella massai là một loài nhện trong họ Tetrablemmidae.
Loài này thuộc chi Brignoliella. Brignoliella massai được Lehtinen miêu tả năm 1981.